# Ichigo Kurosaki

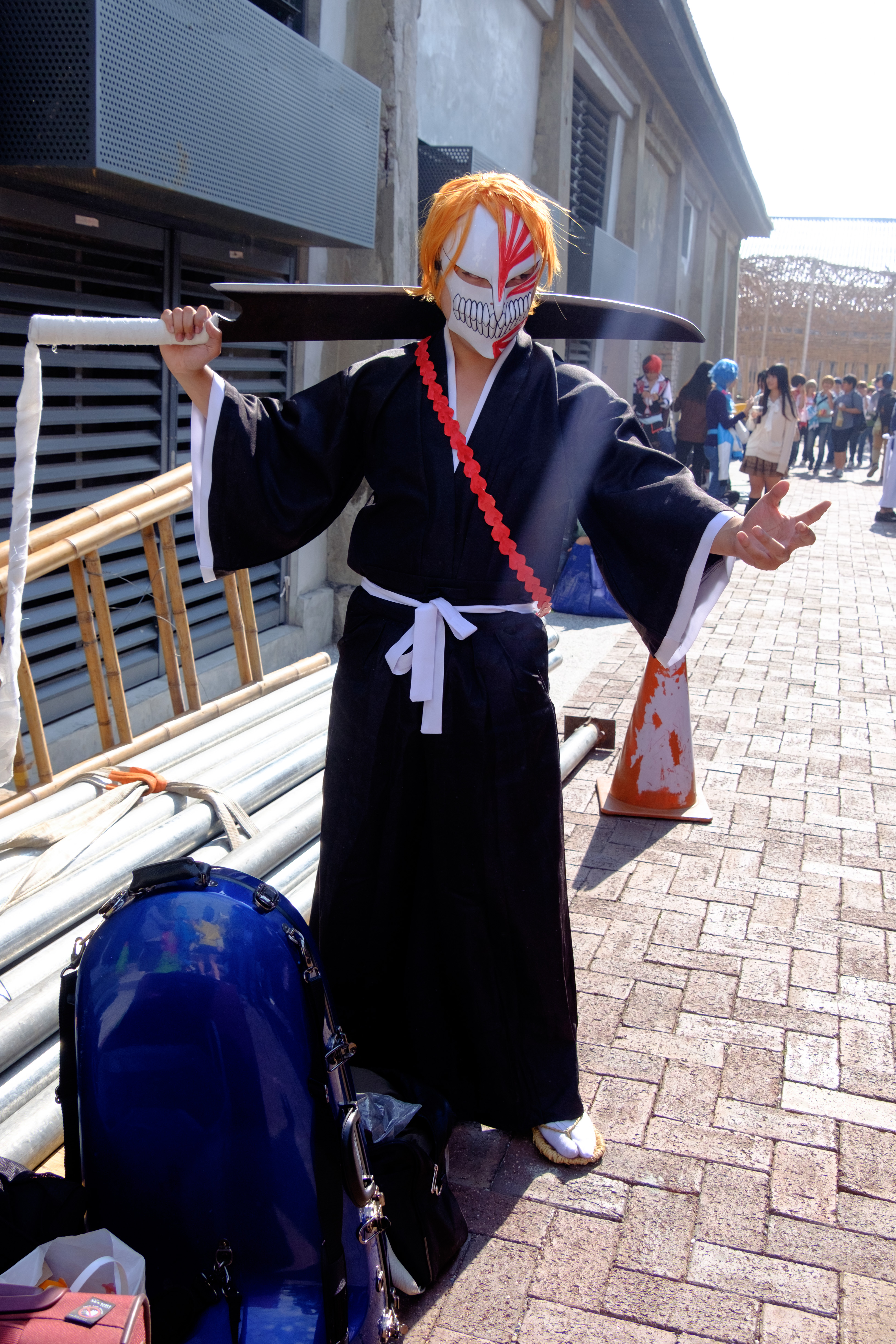
Cosplayer, uitgedost als Ichigo Kurosaki

Ichigo Kurosaki (黒崎 一護, Kurosaki Ichigo) is een personage uit de Japanse anime- en mangaserie Bleach.

## Achtergrond
Ichigo is een 17-jarige scholier (in het begin van de serie 15) met oranje haar wat de reden is dat hij daarmee vaak gepest wordt. Ichigo zegt dat het hem niets doet wat anderen over hem denken en vindt de gevechten met zijn pesters wel leuk.
Ichigo is een goede student, hij staat op de 23ste plek van zijn school. Ichigo studeert en doet zijn huiswerk omdat hij thuis niets beters te doen heeft. Hij werkt zo hard op school om leraren het tegendeel te bewijzen, omdat die een beeld van hem hebben als vechtersbaas.
Ichigo bezit de kracht om geesten te zien als een onderdeel van zijn spirituele kracht. Als zijn volledige spirituele kracht is aangewakkerd door zijn ontmoeting met Rukia Kuchiki. Doordat hij het niet onder controle kan houden beginnen zijn vrienden ook spirituele krachten te ontwikkelen door bij hem in de buurt te zijn.
Ichigo leeft met zijn vader Isshin Kurosaki en zijn twee jongere zussen, Yuzu en Karin Kurosaki. Zijn vader heeft een medische kliniek. Karin kan ook geesten zien en Yuzu heeft de moederrol op zich genomen.
Ichigo houdt van chocola en karashi mentaiko. Zijn favoriete bekendheden zijn Al Pacino en Mike Ness. De persoon die hij het meest bewondert is William Shakespeare.
Ichigo's naam geschreven als homofoon kanji, betekent 1 en 5 als zijn naam wordt gesplitst in ichi (一) en go (五). Het woord ichigo (苺/イチゴ) op een andere manier geschreven betekent "aardbei" en wordt als een meisjesnaam gebruikt. Ichigo verteld dat zijn naam wordt gespeld als ichi (一) als in 1 of eerste en go (護) van beschermer. Ichigo's vader vertelde dat zijn naam "Hij die beschermt" betekent. De naam betekent ook één leven.

## Vroegere geschiedenis
Ichigo's moeder nam hem mee naar een dojo om hem karate te leren toen hij vier jaar was. Daar ontmoette hij Tatsuki Arisawa, waarvan hij de eerste keren van verloor toen ze tegen elkaar vechten. Als dit gebeurde ging Ichigo huilen en stopte pas toen hij getroost werd door zijn moeder. Tatsuki omschrijft Ichigo als een mager kind, die erg vrolijk leek en altijd lachte als hij bij zijn moeder was.
Toen Ichigo negen was werd zijn moeder vermoord door de Hollow Grand Fisher, al kwam Ichigo daar pas achter aan het begin van de verhaallijn van Bleach. Na haar dood was Ichigo verward en stond dagen op de plek waar ze was vermoord. Nadat Ichigo erachter kwam dat de Grand Fisher haar had vermoord voelde Ichigo zich schuldig voor haar dood, hij liep te dicht bij de waterkant en zijn moeder wilde hem beschermen. Haar dood zorgt ervoor dat Ichigo er alles aan doet om degene die hij lief heeft te beschermen.
Drie jaar voor de verhaallijn van Bleach sterft de oudere broer van Orihime Inoue, Sora in de Kurosaki kliniek aan de verwondingen van een auto-ongeluk. Ichigo keek naar Orihime die huilde om haar broer, maar kwam er pas in het begin van Bleach achter dat het Inoue was.
In junior high school werd Ichigo vrienden met Yasutora Sado, die hem geholpen had in een gevecht. Ichigo noemt hem Chad, omdat Sado een naamplaatje heeft wat gelezen kan worden als Chad en Sado. Sado is enorm sterk en is vaak het doelwit van pesterijen omdat hij weigert voor zichzelf te vechten. Hij had dit afgesproken met zijn opa. Nadat Ichigo daarachter kwam maakten ze de afspraak dat ze hun levens zouden wagen voor iets waar de ander zijn leven op het spel zou zetten.

## Verhaallijnen
Ichigo ontmoet Rukia Kuchiki tijdens een aanval van een Hollow. Nadat Rukia gewond is moet ze haar krachten overbrengen op Ichigo zodat hij de hollow kan verslaan en hun levens kan redden. Nadat de Hollow verslagen is blijkt dat Ichigo alle spirituele kracht van Rukia heeft overgenomen en moet ze in de echte wereld blijven tot haar krachten terugkomen. In de tussentijd volbrengt Ichigo haar Shinigami-taken. Doordat Ichigo zijn vrienden blootstelt aan zijn spirituele kracht ontwikkelen zij ook krachten. Als Rukia wordt gearresteerd en meegenomen naar Soul Society in afwachting tot haar executie. Ichigo zet alles op het spel om Rukia te redden.
In Soul Society vecht hij met verschillende hooggeplaatste Shinigami's. Door zijn acties zorgt hij ervoor dat de Shinigami in twee kampen worden verdeeld: degenen die Ichigo helpen om Rukia te bevrijden en degenen die er alles aan doen om de executie door te laten gaan. Met de hulp van Shinigami weet hij Rukia te redden, maar toch weet ze in de handen van Sosuke Aizen. Aizen weet de Hōgyoku uit haar lichaam te halen, maar zijn plan om Rukia te vermoorden wordt verhinderd, maar alsnog weet hij met zijn handlangers te vluchten. Hierna is Ichigo tijdelijke Shinigami geworden en mag hij met zijn vrienden terugkeren naar de echte wereld.
Aizen heeft met gebruik van de Hōgyoku een leger van Arrancars gemaakt en hij zendt ze naar de echte wereld waar ze Ichigo en zijn vrienden aanvallen. Als de dreiging van de Arrancar te groot wordt stuurt Soul Society versterking. Die kunnen niet voorkomen dat Orihime Inoue wordt ontvoerd door de Arrancar. Als Soul Society weigert haar te redden gaan Ichigo en zijn vrienden naar Hueco Mundo om haar te redden. Met de hulp van Rukia, Renji, Sado, Uryū en een groep goedaardige Arrancar kan Ichigo uiteindelijk Orihime weer zien. Ze worden geholpen door versterkingen vanuit Soul Society, maar voordat ze naar huis kunnen terugkeren wordt Orihime opnieuw gevangengenomen en vertrekt Aizen met de top 3 Espada naar Karakura Town, waar ze geconfronteerd worden door de Gotei 13. Ichigo gaat dan naar Aizen's troonkamer en vecht met Ulquiorra Cifer, de Quatro Espada en verslaat hem wanneer zijn innerlijke Hollow zijn lichaam overneemt.
Achteraf vertrekt Ichigo terug naar Karakura Town om Aizen te stoppen.
Na de oorlog met Aizen ontmoet Ichigo een nieuwe vijand die deel uitmaakt van een rebellerend leger Quincy's.

## Krachten
Ichigo heeft geen rang als Shinigami maar zijn kracht is groot genoeg om op gelijke voet te vechten met captain-level Shinigami. Als hij in zijn Shinigami-vorm is heeft hij al een grote snelheid en is zijn kracht veel groter. Doordat Ichigo meer spirituele kracht heeft dan dat zijn lichaam aan kan lekt hij constant kracht. Hierdoor kan hij zijn spirituele kracht niet onderdrukken.
Ichigo's Zanpakutō heet Zangetsu (斬月). In tegenstelling tot andere Shinigami is de Zanpakutō van Ichigo altijd in de shikai-vorm. De zanpakuto is zo groot doordat Ichigo zijn spirituele kracht niet onder controle heeft. De ziel van Zangetsu is een man van middelbare leeftijd met een zonnebril en een lange mantel. Hij wordt neergezet als een wijze en kalme man die het leuk vindt om Ichigo te testen op ongebruikelijke manieren.
Zangetsu's bankai heet Tensa Zangetsu (天鎖斬月). Ichigo's bankai zorgt ervoor dat zijn Zanpakutō kleiner wordt en dat zijn uniform veranderd. Ook kan hij sneller bewegen en is zijn reflex verbeterd. Zangetsu's speciale aanval is de Getsuga Tenshō (月牙天衝) het zorgt ervoor dat er een energieaanval komt van de top van het zwaard. De ziel van Tensa Zangetsu is een jongere versie van Zangetsu, zowat Ichigo's leeftijd. Hij is ook agressiver
Naast zijn Shinigami-krachten heeft Ichigo ook Hollowkrachten. Nadat hij zijn eerste gevecht met Byakuya Kuchiki had verloren en daarmee ook zijn Shinigami-krachten kwijt was ging hij trainen bij Kisuke Urahara om de shinigamikrachten terug te krijgen. Tijdens die training werd Ichigo ook gedeeltelijk een Hollow. De Hollows kracht groeit gedurende de serie. In tegenstelling tot Ichigo, de Hollow vecht als een berserker. De hollow weet de verwondingen van Ichigo te negeren en weet de snelheid en kracht van Ichigo te overtreffen. Ichigo heeft geleerd de Hollow onder controle te houden door de Vizards, die hem zijn Hollow krachten laten oproepen zonder dat de Hollow de controle overneemt. Nadat hij de Hollow onder controle heeft traint Ichigo om de tijd te verlengen die hij heeft om de kracht te gebruiken. Zijn limiet is 11 seconden, maar tijdens zijn gevecht met Grimmjow Jeagerjaques is dat aanzienlijk langer.
Na zijn gevecht met Aizen in Karakura stad zijn al Ichigo zijn krachten verdwenen en is hij een gewone mens geworden. Maar na zijn training met Xcution, heeft Soul Society hem zijn krachten teruggegeven.

## Trivia
Ichigo betekent "Aardbei" in het Japans.
Op de deur van Ichigo staat '15'. Als dit in het Japans niet wordt uitgesproken als 'vijftien' maar als 'één-vijf', wordt dit Ichi-go